# Fraunhofer Saitenmusik

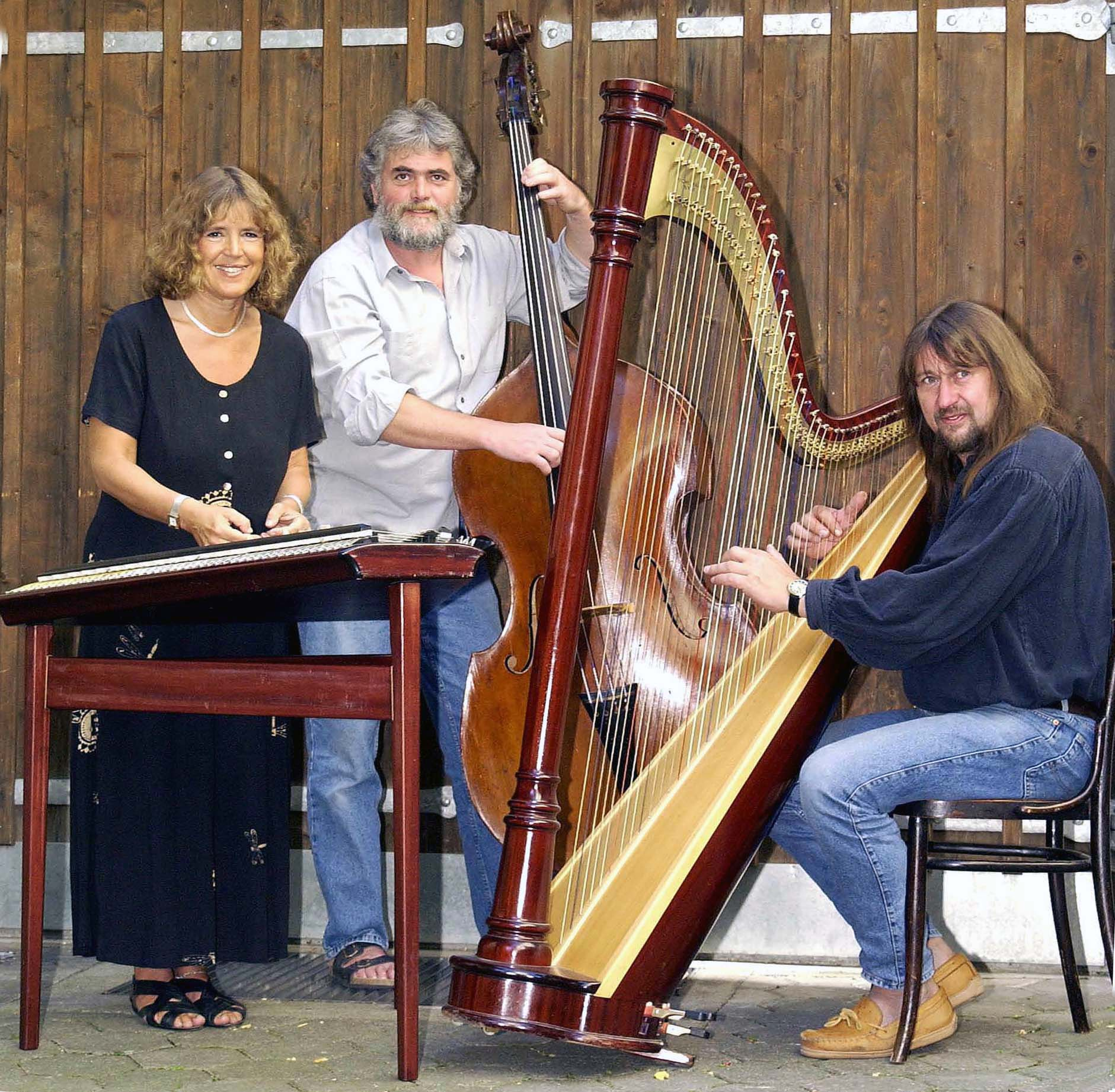
Fraunhofer Saitenmusik, 2001

Die Fraunhofer Saitenmusik war ein Saiteninstrument-Ensemble und eine bayerische Musikgruppe, welche sich aus den drei Musikern Heidi Zink (†), Richard Kurländer (†) und Gerhard Zink zusammensetzte und bereits ab dem Jahr 1978 in fast unveränderter Weise bestand.
Die Gruppe widmet sich der traditionellen bayerisch-alemannischen Volksmusik, wobei sie Elemente aus irischer, nordischer, slawischer und anderer europäischer Folklore dabei ebenso aufnimmt wie aus mittelalterlicher und klassischer Musik, aber auch aus verschiedenen Strömungen der Gegenwartsmusik.
Ihre Musik wird oft auch unter Folk oder Weltmusik einsortiert.

## Laufbahn
Gegründet wurde die Fraunhofer Saitenmusik im August 1978 von Richard Kurländer und Heidi Zink im traditionsreichen Münchner Wirtshaus im Fraunhofer. Diese Örtlichkeit, in der sie seither immer wieder auftreten, stand Pate für die Namensgebung der Gruppe, zunächst noch als Fraunhofer Stubnmusi. Im Herbst 1981 wurde die Musikgruppe durch Gerhard Zink und Jörg Weickl erweitert. Weickl blieb jedoch nur kurze Zeit.
Zu Beginn ihrer Laufbahn zeigten sich Vertreter der überlieferten Volksmusik noch etwas pikiert aufgrund der äußeren Erscheinung der Gruppe ohne bayerische Tracht und der langen Haare von Richard Kurländer. Inzwischen hat sich die Fraunhofer Saitenmusik jedoch schon seit langem in der bayerischen Musikkultur als unumstrittene feste Größe etabliert.
Im Jahr 1999 erhielten die Musiker den Bayerischen Poetentaler, mit dem Persönlichkeiten geehrt werden, die sich um die Kultur in Bayern besonders verdient gemacht haben.
Das Instrumentarium der Musikgruppe umfasst Instrumente wie Hackbrett, Harfe, Bass, Gitarre, Streichpsalter, Kantele, Scherrzither und Waldzither.
Neben vielen Konzertauftritten und der Aufnahme von CDs haben sie sich auch schon mit der musikalischen Umrahmung des Theaterstücks Die Hexe von Schongau von Herbert Rosendorfer befasst.
Mit den dänischen Folk-Musikern Harald Haugaard und Morten Alfred Hoirup, das als Duo Haugaard & Hoirup weltweit in Clubs und auf Festivals auftritt, haben sich die Mitglieder der Fraunhofer Saitenmusik zu der Gruppe Saitentreff zusammengetan, um in dieser Kombination das Publikum ebenfalls bis zur Begeisterung zu beeindrucken.
Am 23. Juni 2013 verstarb Heidi Zink völlig unerwartet im Alter von 59 Jahren. Danach spielte die Cellistin und Flötistin Michaela Schmid im Ensemble, auch der Gitarrist Michael Klein spielte immer wieder mit. Anfang 2022 löste sich die Fraunhofer Saitenmusik auf. Am 10. Mai 2024 starb Richard Kurländer im Alter von 76 Jahren nach längerer schwerer Krankheit.

## Kritiken
In ungezählter Anzahl von Auftritten auf Kleinkunstbühnen, auf Festivals und Konzerten vorwiegend im deutschsprachigen Raum, zum Teil zusammen mit anderen Künstlern, präsentiert das Trio, wie viele Kritiker finden, kunstvolle, zeitlose Musik voller Unaufgeregtheit und Heiterkeit.

## Diskografie
- 1983: Volksmusik in schwierigen Zeiten
- 1985: Gegen den Rhythmus der Zeit
- 1986: Nr. 3
- 1989: Zwischenklänge
- 1993: Gfanga hams es!
- 1993: Excursionen
- 1996: ’96
- 1998: Das Album 1978 – 1998
- 1998: …zur Weihnachtszeit
- 2002: Dezember
- 2005: Klangräume
- 2007: Dreissig
- 2010: Nordsüd
- 2016: Aufwind

## Weblink
- Internet-Seite der Fraunhofer Saitenmusik